# Paul Mazursky
Paul Mazursky (født 25. april 1930 i Brooklyn, New York, død 30. juni 2014) var en amerikansk skuespiller, manuskriptforfatter og instruktør.
Mazursky fik sin filmdebut som skuespiller i 1953, senere sporadiske filmroller, bl.a. i The Blackboard Jungle (Vend dem ikke ryggen, 1955). Mazursky debuterede som instruktør med Bob & Carol & Ted & Alice (1969). Efter Harry & Tonto (1974), om en gammel mand på rejse, og den selvbiografiske Next Stop, Greenwich Village (Next Stop, Greenwich Village - her leves livet, 1976), om unge bohemer i New York, fik han stor biografsucces med An Unmarried Woman (En fri kvinde, 1978) og Moscow on the Hudson (En russer i New York, 1984). Blandt hans senere film kan nævnes Down and Out in Beverly Hills (Helt på spanden i Beverly Hills, 1986), Enemies, a Love Story (Fjender, en historie om kærlighed, 1989) og Scenes From a Mall (Ægteskab for åbent tæppe, 1991), som alle på typisk humoristisk vis skildrer problemer i kærligheds- og ægteskabsforhold.